# Krasmash

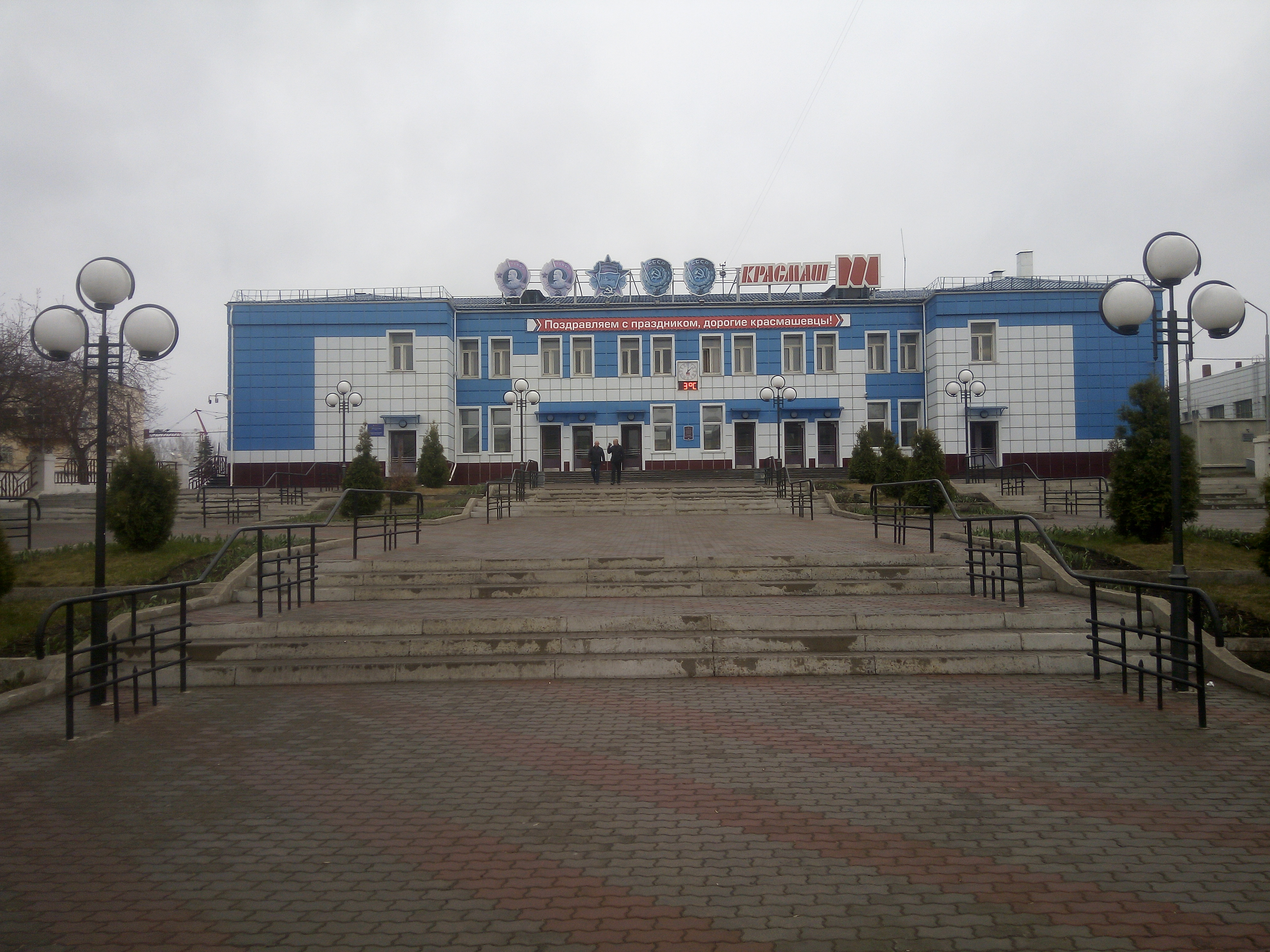
Entrée de l'établissement

Krasmash (contraction du russe  Krasnojarskij mašinostroitel’nyj zavod c'est-à-dire Établissement de construction de machines de Krasnoïarsk) est une entreprise russe connue principalement en tant que constructeur des missiles mer-sol balistiques stratégiques russes R-29 propulsés par des moteurs à ergols liquides et embarqués à bord de sous-marins. Après l'éclatement de l'Union soviétique, Krasmash a diversifié son activité en produisant des biens de consommation comme les réfrigérateurs de la marque  "Birioussa (ru)", des chaudières pour chaufferies ainsi que des équipements pour l'industrie nucléaire, pétrolière et gazière. Il intervient également dans le secteur de l'industrie spatiale en tant que constructeur de l'étage supérieur de fusée Bloc DM-03 (en). Krasmash est implantée dans la ville de Krasnoïarsk en Sibérie. Elle fait partie du conglomérat de sociétés russes œuvrant dans le secteur spatial et rattachées à Roscosmos.